# Aeroportul Tsaratanana
Aeroportul Tsaratanana (IATA: TTS, ICAO: FMNT) este un aeroport din Regiunea Betsiboka, Madagascar ce deservește zona Tsaratanana⁠(d). A fost numit după zona deservită.
Situat la o altitudine de 372 m, aeroportul dispune de o singură pistă.